# Union des Nationalités
La Union des Nationalités, también llamada Office Central des Nationalités o Bureau des Nationalités, fue una organización fundada en 1912 y que existió hasta 1919. Con sede inicialmente en París, entrada la Primera Guerra Mundial se trasladó a Suiza. Se gestó a través de Jean Pélissier y Juozas Gabrys. Su órgano de comunicación fue Les Annales des Nationalités y tuvo como objetivo el reconocimiento de las nacionalidades de los distintos pueblos europeos y del derecho de autodeterminación de estos. Fueron parte de su dirección, además de Pélissier y Gabrys, Paul Painlevé, Charles Seignobos o Émile Arnaud, entre otros.